# 紹爾瑪格一世
紹爾瑪格一世（საურმაგ I，Saurmag I），是格魯吉亞歷史上第二位君主，於前237年-前162年上任，他是法尔纳瓦兹一世的兒子，是法爾納瓦齊烏尼王朝的皇室成員。

## 生平
據文獻所載，他死後，沒有兒子，由他的女婿米利安一世於擔任。
| 前任： 法尔纳瓦兹一世 | 格魯吉亞君主 前237年-前162年 | 繼任： 米利安一世 |